# Wholly Communion
Wholly Communion è un breve film documentario, in 16 mm, realizzato nel 1965 dal regista britannico Peter Whitehead.

È stato girato alla Royal Albert Hall di Londra e documenta l'evento di poesia, tenuto l'11 giugno 1965, chiamato International Poetry Incarnation. Presenta letture di poesie di artisti beat provenienti da Regno Unito e Stati Uniti, tra cui Allen Ginsberg, Michael Horovitz e Adrian Mitchell.